# Mysmenopsis tibialis
Espèce
Synonymes
- Lucarachne tibialis Bryant, 1940

Mysmenopsis tibialis est une espèce d'araignées aranéomorphes de la famille des Mysmenidae.

## Distribution
Cette espèce est endémique de Cuba. Elle se rencontre sur le pico Turquino.

## Description
Le mâle holotype mesure 1,8 mm et la femelle paratype 2,5 mm.

## Publication originale
- Bryant, 1940 : Cuban spiders in the Museum of Comparative Zoology. Bulletin of the Museum of Comparative Zoology, vol. 86, no 7, p. 247-554 (texte intégral).